# 张韵声
张韵声（1964年2月—），男，汉族，黑龙江五常人，中华人民共和国政治人物。黑龙江大学法律系毕业。曾任中共海南省委常委、統戰部部長，宁夏回族自治区党委常委、政法委书记，安徽省委常委、秘书长、政法委书记。现任安徽省人大常委会副主任。

## 生平
1981年9月，在黑龙江大学法律系学习。1985年1月加入中国共产党。1985年7月参加工作，任黑龙江省高级人民法院书记员。1988年10月，任黑龙江省高级人民法院副科级助理审判员。1990年12月，任黑龙江省高级人民法院正科级助理审判员。
1994年6月，任海南省高级人民法院正科级助理审判员。1996年8月，任海南省高级人民法院副处级审判员（院长秘书）。1998年5月，任海南省高级人民法院办公室副主任、副处级审判员。1999年6月，任海南省高级人民法院办公室副主任、正处级审判员（其间：1999年8月－2001年12月，在海口市中级人民法院挂职锻炼任副院长；1998年9月－2000年2月，在中国政法大学经济法专业研究生课程班学习）。2001年12月，任海口市中级人民法院副院长（正处级）。2003年5月，任海口市人大常委会法制工作室主任（其间：2001年9月－2003年7月，在中国人民大学法律专业研究生班学习，获硕士学位）。2003年7月，任海口市人大常委会法制工作委员会主任。2003年9月，任海口市法制局局长、党组书记（其间：2003年9月－2006年7月，在对外经济贸易大学国际法学专业博士研究生班学习，获博士学位）。2007年8月，任海口市中级人民法院院长、党组书记。
2011年10月，任中共三亚市委常委，市人民政府党组副书记、副市长。2012年6月，任海南省公安厅党委副书记、副厅长（正厅级）、警令保障部部长。2015年12月，任海南省农垦投资控股集团有限公司董事长、党委书记。2017年4月，当选中共海南省委常委、統戰部部長。2018年1月，当选第十三届全国政协委员。2018年6月，調任中共宁夏回族自治区党委常委、政法委书记。2020年12月，任中共安徽省委常委、政法委书记。2022年11月兼任省委秘书长。2024年1月，当选为安徽省人大常委会副主任。同年3月，他不再兼任中共安徽省委政法委书记。